# Belga konyhaművészet

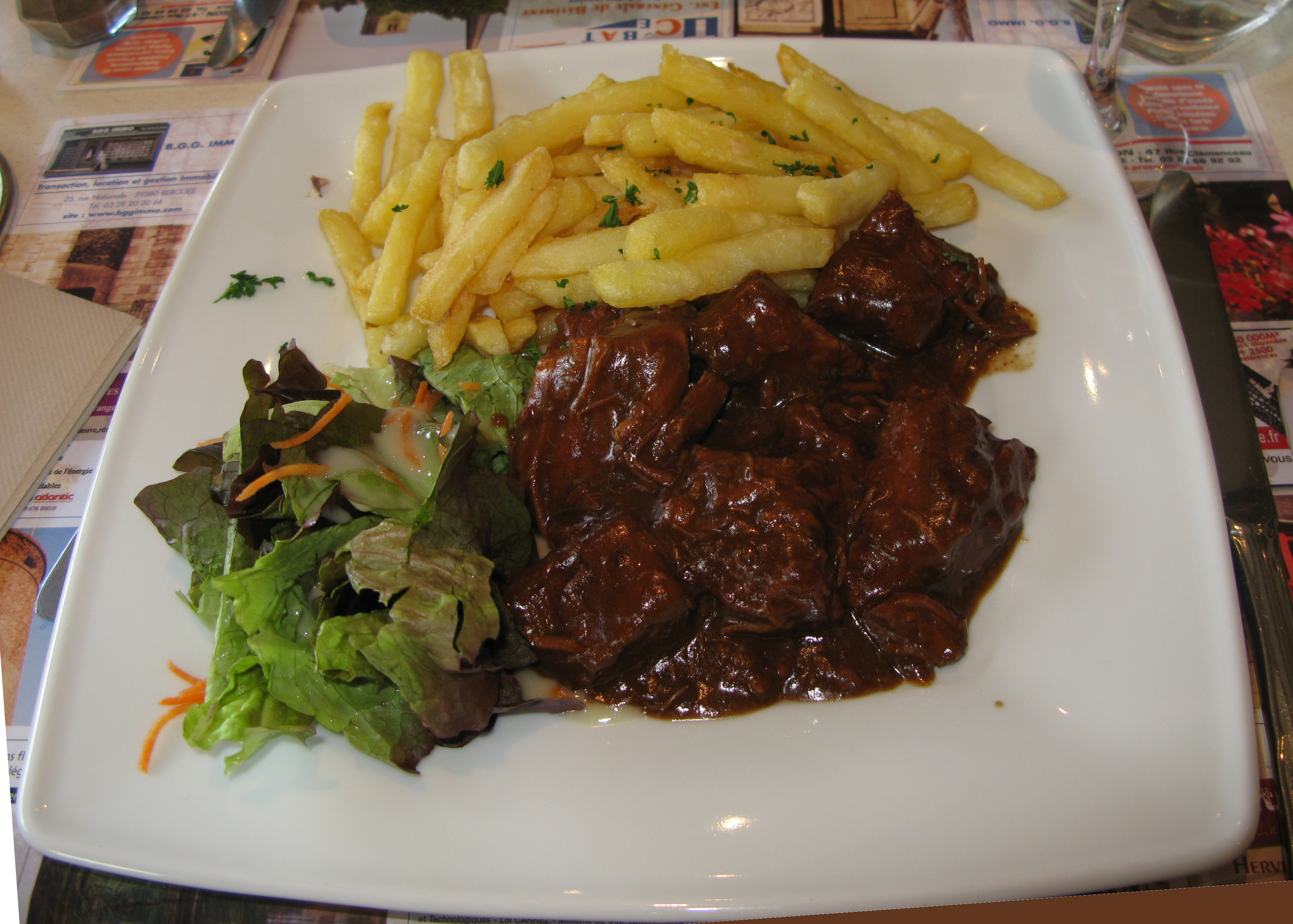
"Flamand gulyás" (stoofkarbonade vagy carbonade flammande)

A belga gasztronómia egyik jellegzetessége, hogy az országot gourmandok népének nevezték, gourmet helyett: vagyis olyan hely, ahol a mennyiséget előnyben részesítik a minőséggel szemben. A belga sörökről kiadott könyvében Michael Jackson úgy jellemezte a belga gasztronómiát, hogy francia minőségű ételeket szolgálnak fel, német mennyiségben.
Belgium gasztronómiáját nagymértékben meghatározza, hogy az ország a germán és a latin-francia kultúra találkozási helye, egyaránt megtalálhatók az északi népekre jellemző ételek-italok és a francia konyhából átvett jellegzetes ételek.
Napjainkban a belga gasztronómiát nagymértékben színesítik az itt élő, külföldi származású bevándorlók és leszármazottaik, akiknek köszönhetően igen elterjedtek az olasz, török, marokkói, algériai, portugál, spanyol, illetve a közép-afrikai ételeket kínáló éttermek, kifőzdék.

## Ételek

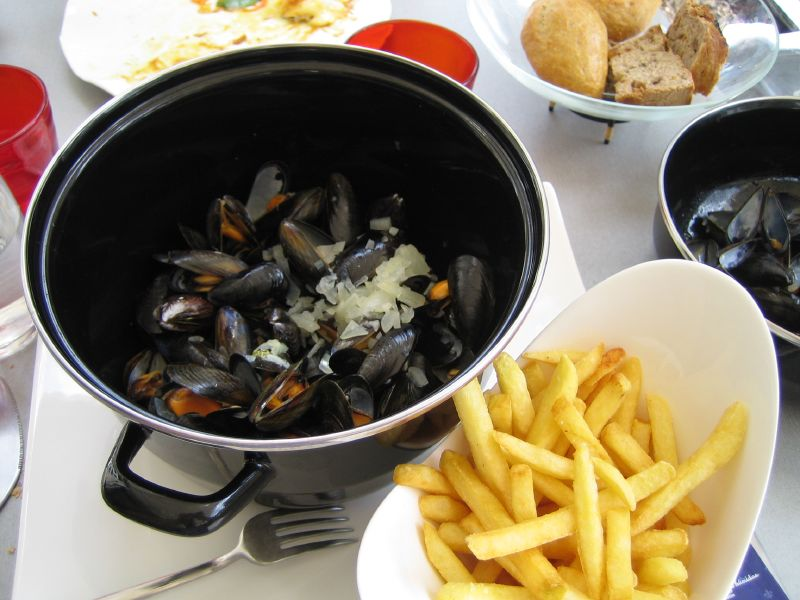
Moules frites, vagyis kagyló sült krumplival

A jellegzetes belga ételeket általában a régióra és az évszakra jellemző termékekből készítették, ezért az aránylag kis országon belül is jelentős eltéréseket lehetett találni (amelyek mára szinte eltűntek). A partvidék gasztronómiájára jellemző volt a halak és a különféle kagylók felhasználása, az Ardennekben a különféle vadhúsokból készült ételek és húskészítmények domináltak. Emellett mind a flamand, mint a vallon régió kifejlesztette sajátos konyháját.
Kedvelt alapanyagok az angolna, a különféle tengeri és édesvízi halak, a rákok és kagylók, a vadhús, zöldségek terén a kelbimbó, az endívia és más, elsősorban Flandria területén termesztett zöldségfélék. A belgák egyik nemzetei eledele a moules frites, amely egyesíti két kedvencüket: a fűszeres lében párolt kagylókat és a sült krumplit. Jellegzetes belga étel a waterzooi (csirkehúsból vagy halból készült tejszínes ragu), a paling in 't groen vagy anguilles au vert (zöld szószban főtt angolna), a stoofvlees vagy carbonade Flamande (flamand gulyás), a gentse stoverij (genti gulyás, barna sörrel) és a vol-au-vent. Flandriában kedvelt a spárga mindenféle formában elkészítve, leginkább főzve krumplival, sonkával, keménytojással és vajas szósszal (holland mártással).
A belga édességek terén külön említést érdemelnek a csokoládék, amelyeket táblánként vagy pralinéként hoznak forgalomba. Egyes boltokban különleges csokikat is lehet kapni: csilivel, levendulával, kakukkfűvel vagy éppen borssal fűszerezve.
A jellegzetes apátsági belga sörök kísérői a sajtok és a vajak, amelyet általában az apátság falain belül készítettek, régebben a szerzetesi közösség szükségleteinek kielégítésére, manapság pedig a hazai és a külföldi ínyencek részére.

### Sült krumpli

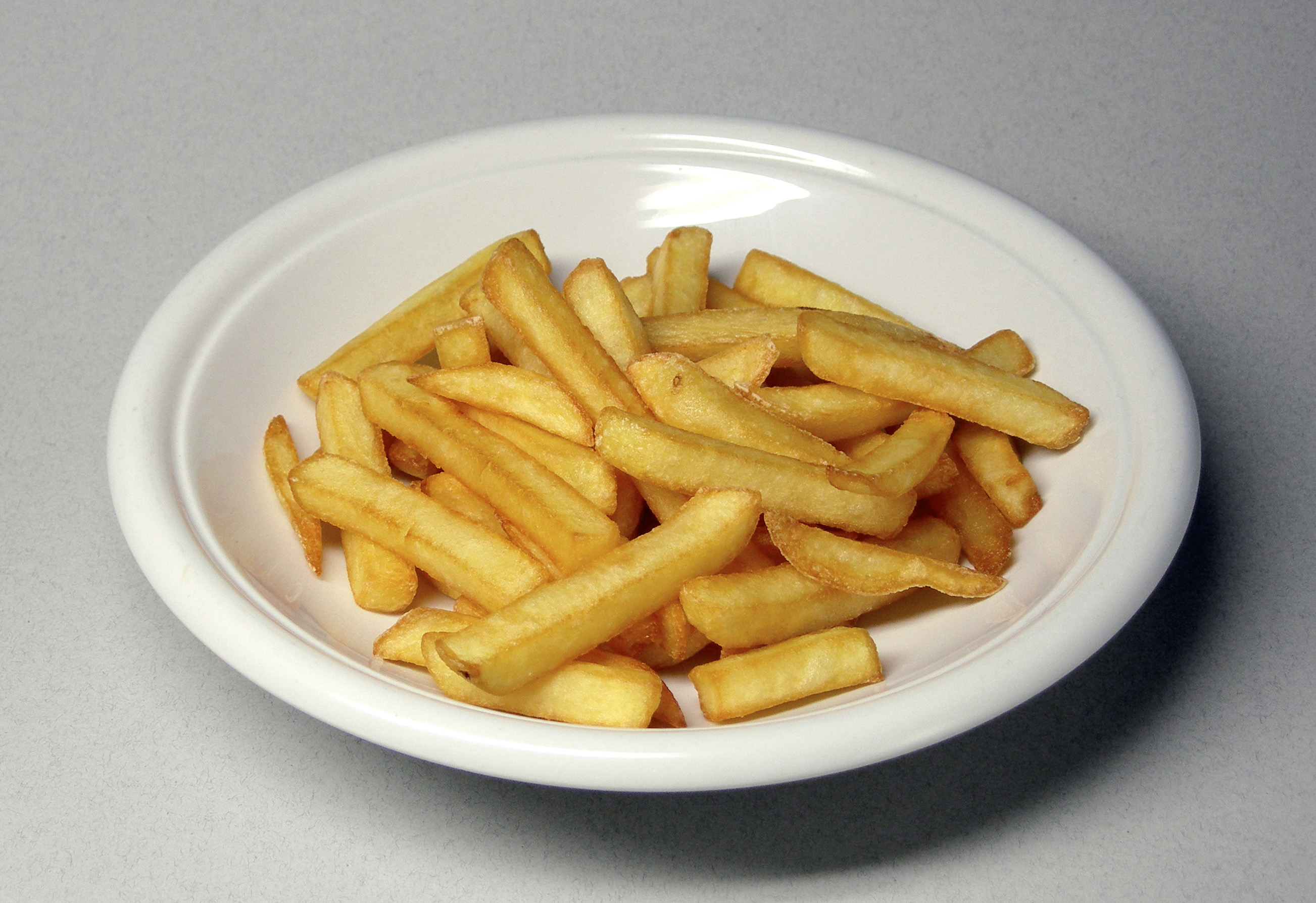
Egy tányér igazi belga sült krumpli

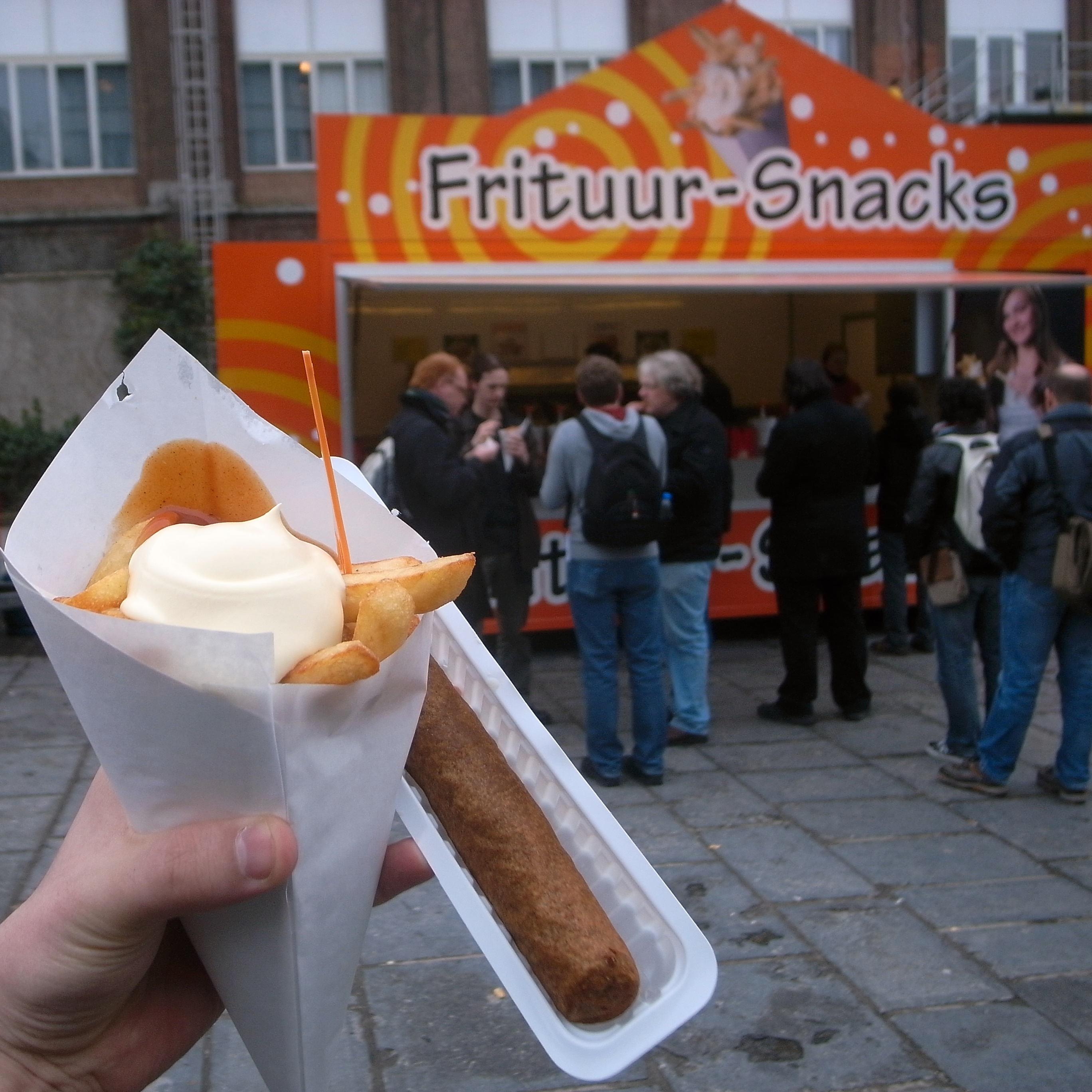
Tipikus belga sült krumpli zsírpapírban, majonézzel és curry-s ketchuppal, illetve frikandellel. A kifőzdék Belgium minden településén megtalálhatók, a helyi kultúra szerves részei

Belgium egyik legjellegzetesebb étele a sült krumpli (franciául: frites, hollandul: frieten , frietjes, fritten), amely a belga kultúra és nemzeti identitás szerves része, és a belgák határozottan állítják, hogy ők találták fel a sült krumplit. A belga származású Charles de l'Écluse (1526–1609) vagy Carolus Clusius érdeme, hogy támogatta a krumplitermesztés elterjedését Belgium területén és ezzel hozzájárult a belga konyha egyik jellegzetességének kialakulásához.
Jo Gérard belga újságíró szerint az 1680-as években Németalföld déli részén, a Meuse folyó völgyében Dinant és Liège között "találták fel". A környék lakói igen szegények voltak, ételeik mellé általában a folyóból fogott kis halakat sütöttek zsírban. Amikor azonban a folyó befagyott, kénytelenek voltak krumplit felszeletelni és kisütni, hogy valamivel kiegészítsék étrendjüket.
A belga sült krumpli eltér a másutt elterjedt, kb. 6–10 mm vastag sült krumplitól, amit pl. a gyorséttermekben szolgálnak fel (ezeket pommes allumettes ("gyufakrumpli") néven ismerik Belgiumban). A belga sült krumplit vastagabbra (12–15 mm) szelik és általában zsírban sütik ki. A sütés folyamata is eltér: első lépésben kb. 160 fokon elősütik a krumplit, majd kis hűlés után magas hőmérsékleten készre sütik, a végeredmény belül puha, kívül ropogós, igen laktató étel, amit előszeretettel fogyasztanak önmagában, frissen sült húsokkal, kagylóval vagy virslivel, kolbásszal.
A sült krumplit és a mellé kínált húsokat a franciául friterie-nek, hollandul frituurnek vagy frietkotnak nevezett kifőzdékben készítik el, amelyek az ország összes településén megtalálhatók. A kifőzdék igen gyakran csak ebédidőben (12-14 között) vagy este (17-22) között tartanak nyitva, de elsősorban a turisták által sűrűn látogatott városokban egész nap nyitva tartanak.

### Belga sajtok
A belga farmerek a tehenészet melléktermékeként igen sokféle sajtot állítanak elő, ezeket legtöbbször az étkezés után, desszertként fogyasztják. Legismertebbek a Passendaele, Beauvoorde, Lo, Wijnendale, Hervekaas (Hervé-sajt), Floreffe, Maredsous, Damme, Orval, Limburger, kecskesajt.

### Belga csokoládé

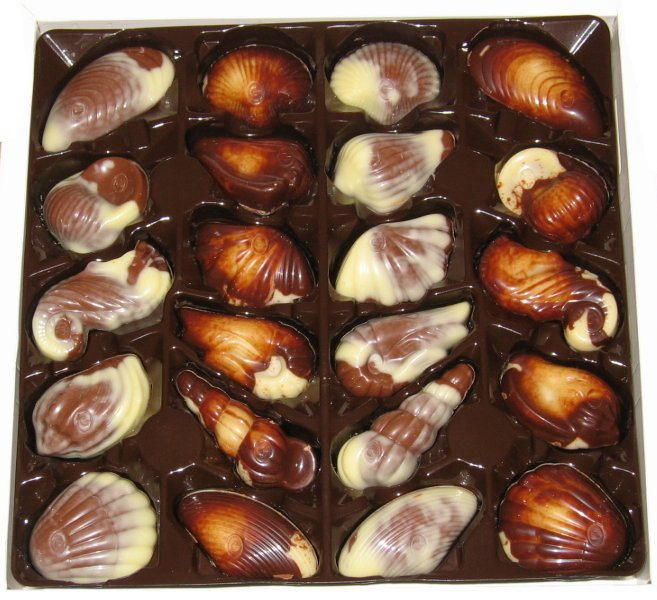
Tenger gyümölcsei csokoládéból – állítólag a Guylian cég alapítója, Guy Foubert készített ilyen először az 1960-as években

Belgium világszerte híres terméke a belga csokoládé, amely hírnevét elsősorban magas minőségének köszönheti. Napjainkban a vonatkozó európai szabályozás engedélyezi legfeljebb 5% növényi zsír felhasználását, de a belga gyártók a hagyományos eljárásokhoz ragaszkodnak és csak tiszta kakaóvajat használnak fel. A belga csokoládé minőségét az állam által támogatott AMBOA logó garantálja. Állítólag a szintén magas minőségéről ismert svájci csokoládét is belga recept alapján kezdték el gyártani. Az igen magas minőségű belga csokoládét napjainkban is kézzel, kis műhelyekben állítják elő a chocolatier néven ismert mesterek és frissen árulják saját boltjaikban.
A belga csokoládéipar jellegzetes termékei az ezerféle formájú és ízesítésű pralinék. Az első pralinékat állítólag 1912-ben ifj. Jean Neuhaus készítette, aki nem sokkal ezután kialakította a ballotin vagy pralinedoosje néven ismert csokis dobozokat, amelyekben a hőre érzékeny pralinék nagyjából egyenletes hőmérsékleten maradtak. Napjainkban több százféle pralinét állítanak elő, egyeseket csak csokoládéból, másokat tejszínnel, likőrrel, konyakkal töltve, marcipánnal vagy narancshéjjal.

### Belga waffel

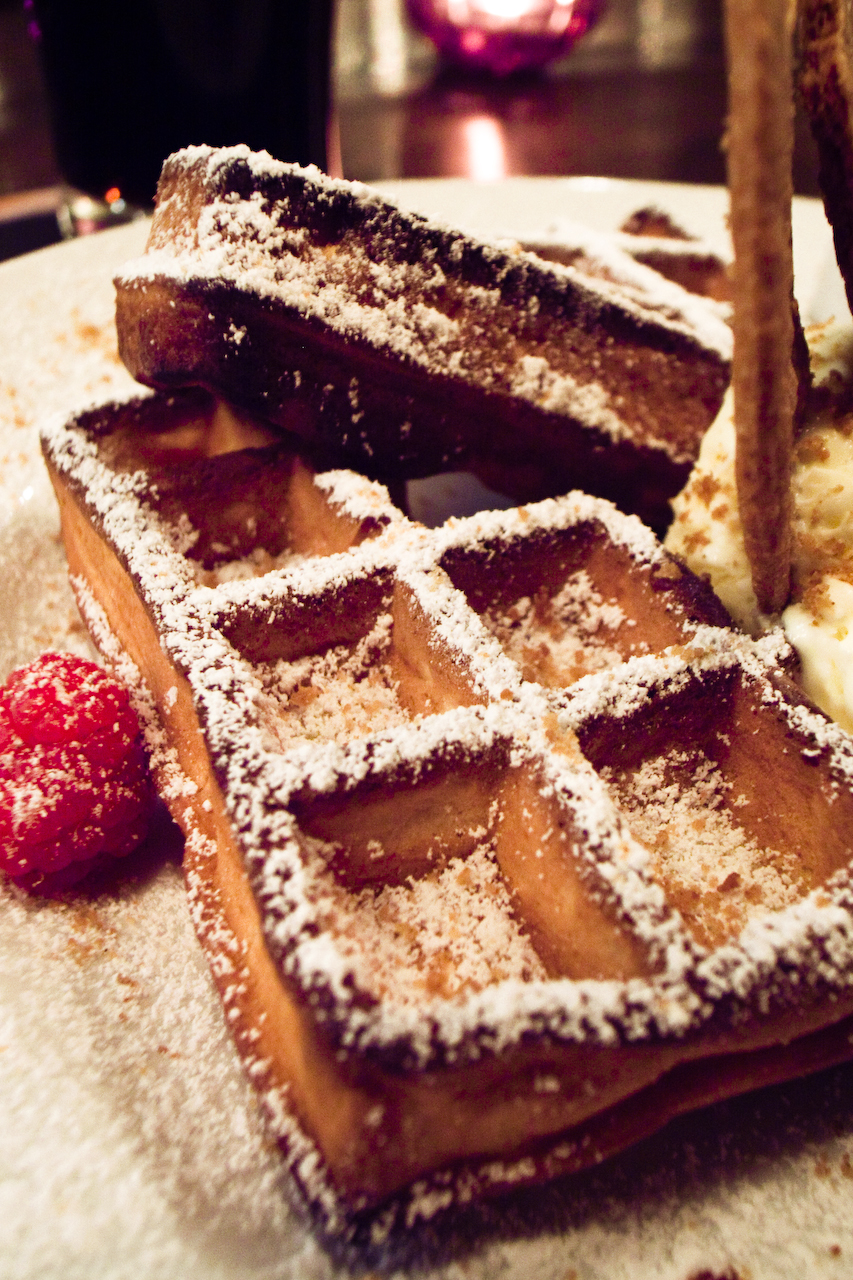
Porcukorral meghintett brüsszeli waffel

A belga waffel a Magyarországon is ismert gofritól annyiban különbözik, hogy tésztája könnyebb, a gofri nagyobb és a rácsozata magasabb. Belgiumban többféle waffelt ismernek: brüsszeli waffel, liege-i waffel és stroopwafel. A belga waffel említésére feltehetően mindenkinek a brüsszeli waffel jut eszébe, amit gyakran csokoládéöntettel, gyümölcsökkel (pl. eper, banán) és tejszínhabbal vagy fagyival púpoznak meg.
A belga (brüsszeli) waffel jellegzetessége, hogy palacsintatészta helyett élesztős, kelt tésztát használnak. A waffel kedvelt délutáni édesség, de akár reggeliként is fogyasztható.
A belga waffel viszonylag új étel: először az 1958-as brüsszeli világkiállításon mutatták be. Világhírnevét azonban az 1964-es New York-i világkiállításnak köszönheti. A waffelt a brüsszeli Maurice Vermersch „találta fel”, aki a New York-i világkiállítás után belga waffelre változtatta nevét.

### További jellegzetes ételek

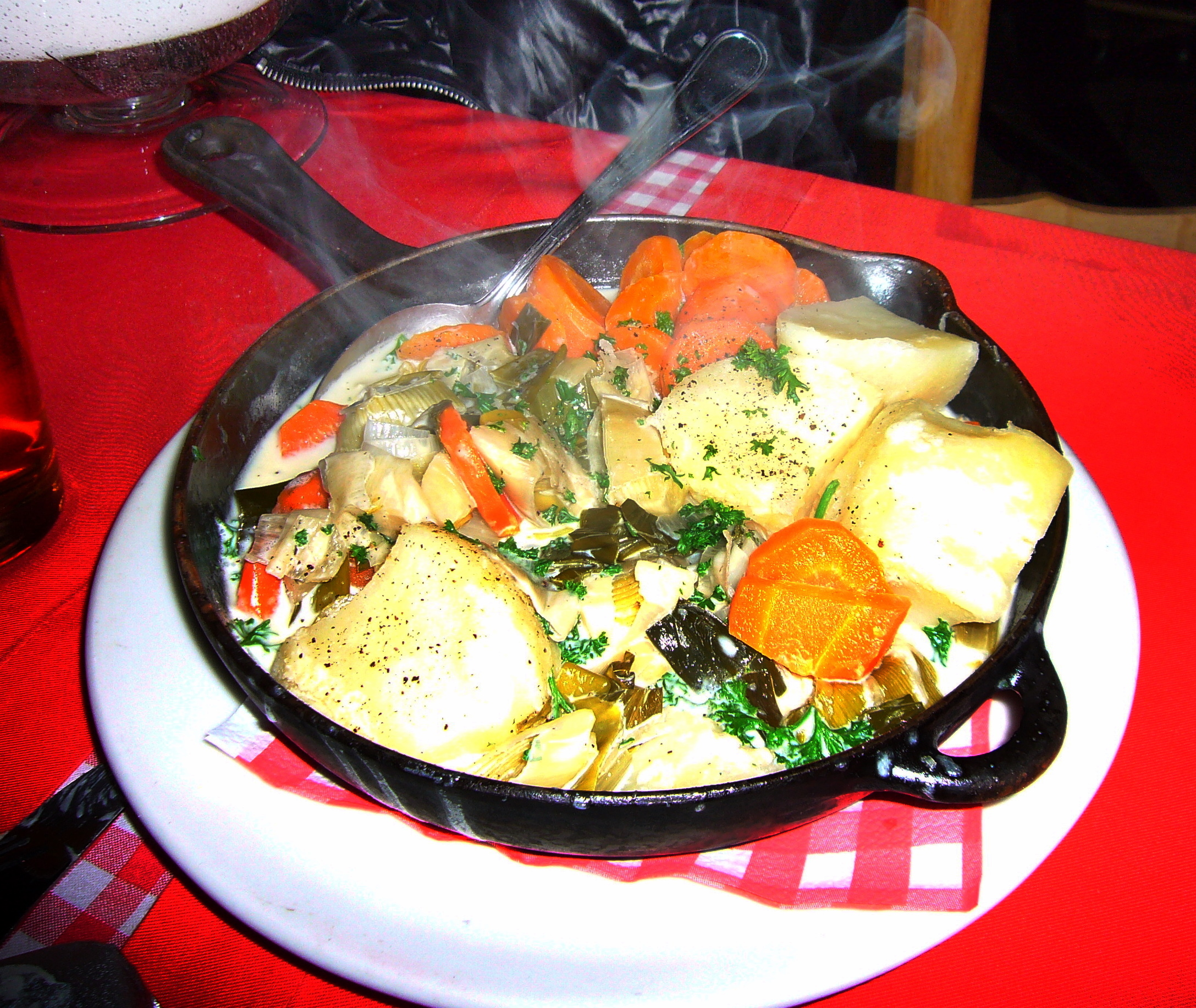
Waterzooi

- Konijn in geuze/lapin à la gueuze: a geuze (spontán fermentálású) sörben főzött nyúl
- Stoemp: krumpli és zöldségpüré, gyakran sült kolbásszal
- Salade Liégeoise / Luikse salade: zöldbabból, sült szalonnából, hagymából készült, ecettel ízesített saláta, amely Liège városára jellemző.
- Vlaamse stoofkarbonaden: flamand gulyás, a francia eredetű boeuf bourguignon és a magyar gulyás rokona, amelyet belga barna sörrel főznek, kakukkfűvel és mustárral ízesítenek
- Waterzooi: csirkehúsból vagy néha halból készített gazdag leves zöldségekkel, tojással és tejszínnel, Gent környékéről származik
- Paling in 't groen/anguilles au vert: angolna zöldfűszeres mártásban.
- Gegratineerd witloof/chicons au gratin: cikória besamelszósszal és sajttal, sütőben megsütve (gratinírozva).
- Boterhammen/Tartines: barna kenyér, pástétommal és sajttal, amit evőtálcán szolgálnak fel és késsel-villával esznek.
- Tomate-crevette / tomaat-garnaal: jellegzetes belga előétel, főtt koktélrákokkal töltött nyers paradicsom koktélszósszal vagy majonézzel
- Pêches au thon / perziken met tonijn: friss vagy befőtt, félbevágott barack konzerv tonhal és majonéz keverékével töltve
- Pensen / Boudin: a magyar véres hurkához hasonló kolbász, a töltelék húskeverék, sertésvér és zsemlemorzsa. Gyakran eszik nyersen vagy sütve, krumplival és almaszósszal.
- Az Ardennek vidékén a vadhúsból készült ételek és húskészítmények (charcuterie), elsősorban a füstölt sonka és a különféle, vadhúsból készült pástétomok.
- Kip met frieten en appelmoes, azaz sült csirke, sült krumpli és almaszósz

## Italok

### Sörök

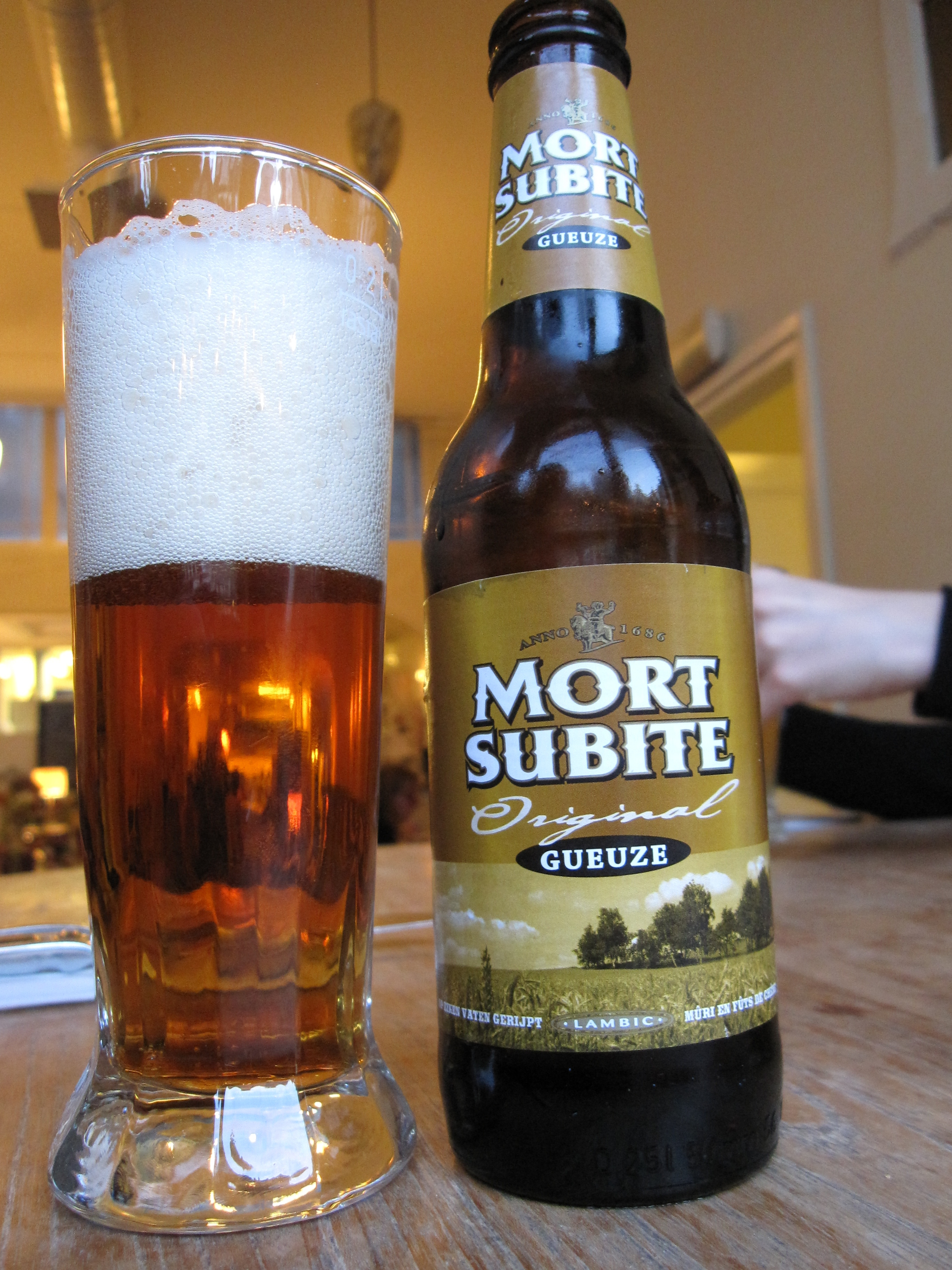
Jellegzetes belga sörfajta a lambic

A belga gasztronómia másik világhírű terméke a belga sör, illetve sörök. Az ország kis mérete ellenére rendkívül sokféle sört állítanak itt elő, kis túlzással minden településnek megvan a maga jellegzetes sör fajtája. Jelenleg kb. 500-féle sört készítenek, egyeseket világszerte lehet kapni, másokat az előállítási helyükön, a pincében lehet csak megszerezni. Majdnem minden sörfajtának megvan a maga jellegzetes pohara.
Belgium a változatos söröket annak köszönheti, hogy nem tartozott a Német-római Birodalomhoz és ezért nem is tartozott az 1516-ban Bajorországban először bevezetett tisztasági törvény (Reinheitsgebot) hatókörébe. A tisztasági törvény csak néhány alapanyagot engedélyezett, míg a belgák szabadon használhattak mindent: fűszereket a különféle ízekért, cukrot vagy kukoricát az alkoholtartalom növelésére, gyümölcsöket a nagyon savanyú lambic típusú sörök édesítésére stb. A belga sörfőzdék általában 2-4 típust készítenek egyszerre, emellett csinálnak idényjellegű (karácsonyi vagy húsvéti) söröket is. Mechelenben minden évben február 24-én, V. Károly német-római császár születésnapján (aki sokáig a városban nevelkedett) adják ki a Cuvée van de Keizer sört, amit máskor nem is lehet kapni és általában igen rövid idő alatt el is kapkodnak az ínyencek.
A belga söröket gyakran használják fel a jellegzetes belga ételek elkészítéséhez. A gentse stoverij vagy a stoofkarbonade elkészítéséhez barna sört használnak, Brüsszel környékén a nyulat lambic sörben pácolják. A belga sörök emellett annyira változatosak, hogy a borokhoz hasonlóan mindenféle fogáshoz lehet találni egy megfelelőt:
- a búzasört halakhoz vagy tengeri ételekhez ajánlják
- a blond vagy tripel söröket szárnyasokhoz vagy fehér húsokhoz isszák
- a sötét húsokhoz dubbel vagy barna sör passzol
- a desszertekhez pedig a gyümölccsel ízesített lambic söröket adják.

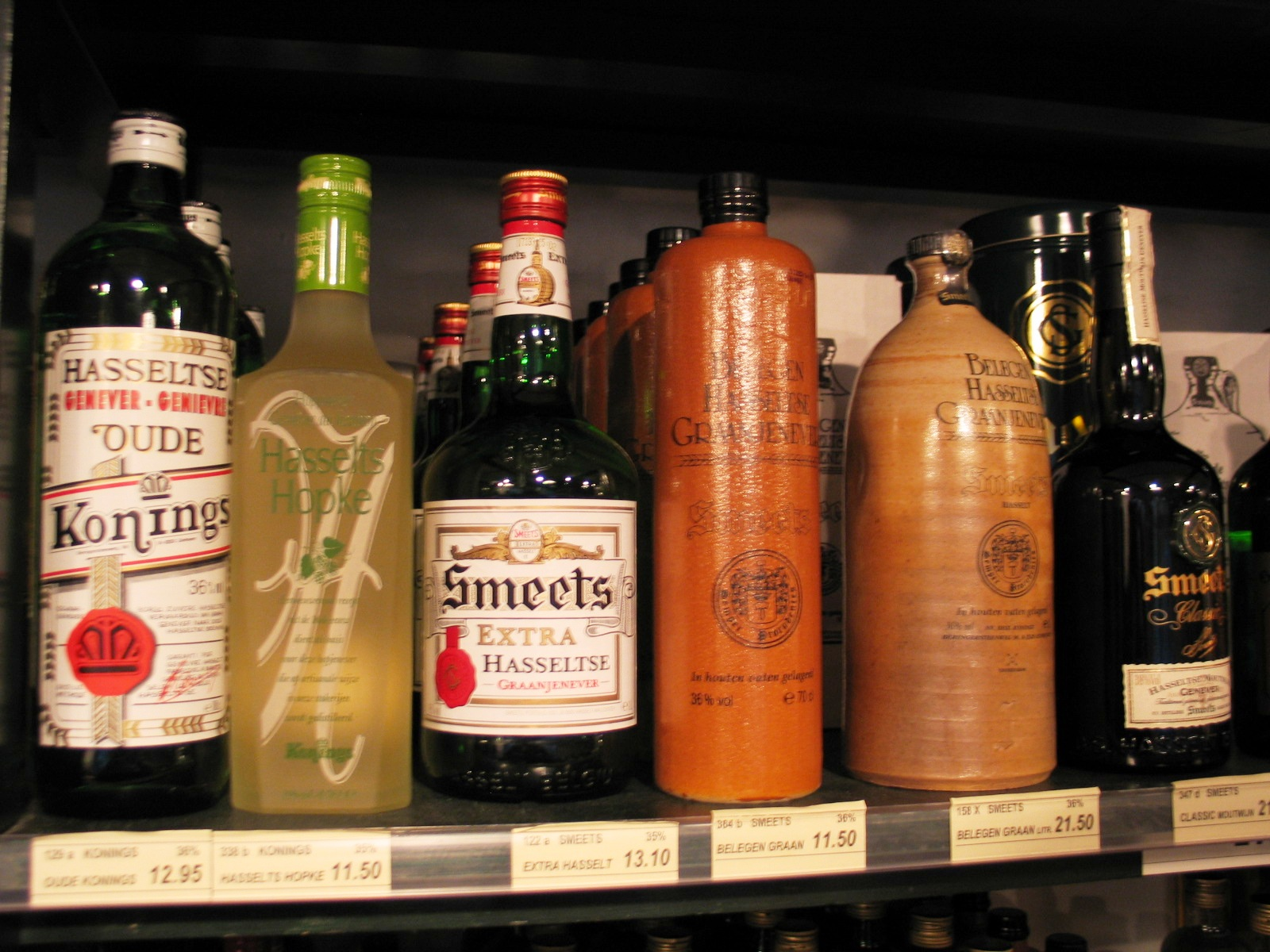
Hasselt városában készített jeneverek

Tipikus belga sörfajta a lambic, amelyet csak Brüsszel környékén, spontán erjedés révén állítanak elő. Az ilyen sörök alkoholtartalma alacsony és nagyon savanyúak. A tiszta lambic sörök mellett elterjedtek a különféle gyümölcsök (manapság cukor, színezékek és édesítőszerek, valamint aroma) hozzáadásával készített belga gyümölcssörök, amelyek elveszik a lambic sör savasságát.

### Párlatok
Belgiumban és Hollandiában rendkívül népszerűek a jenever (vagy junever, genièvre, genever, jeniever) néven ismert párlatok, amelyeket a boróka termésével ízesítenek (és amelyből az angol gin származik). Az Európai Unió jelenlegi szabályozása alapján a jenever eredetvédelmet élvez, és csak ebben a két országban, illetve két francia és két német tartományban párolt italok használhatják a jenever megnevezést.
A jenevert eredetileg malátasör (moutwijn hollandul) lepárlásával állították elő. A végeredmény alkoholtartalma elérte az 50 %-ot, viszont a fejlett lepárlási technikák hiánya miatt nem volt valami jó íze és elkezdték különféle fűszerekkel ízesíteni. Németalföld területén a boróka terjedt el, mivel különféle gyógyhatásokat tulajdonítottak a bogyónak.
A jenevernek két alapvető változata van: az oude (öreg) és jonge (fiatal), amelyek egyedülálló módon nem a termék érlelésére, hanem a lepárlás technológiájára utalnak. Az oude jenever jelentős részben malátából készült. Az 1900 évek elején lehetővé vált, az új lepárlási technikák alkalmazásával, a korábbinál könnyebb, kevésbé erőteljes mellékízű, olcsóbb alkohol lepárlása – ez lett a jonge jenever, amelyet jellemzően gabonából párolnak le, időnként melasz hozzáadásával. Az első világháború során tapasztalt malátahiány jelentősen hozzájárult a jonge jenever elterjedéséhez.

### Borok

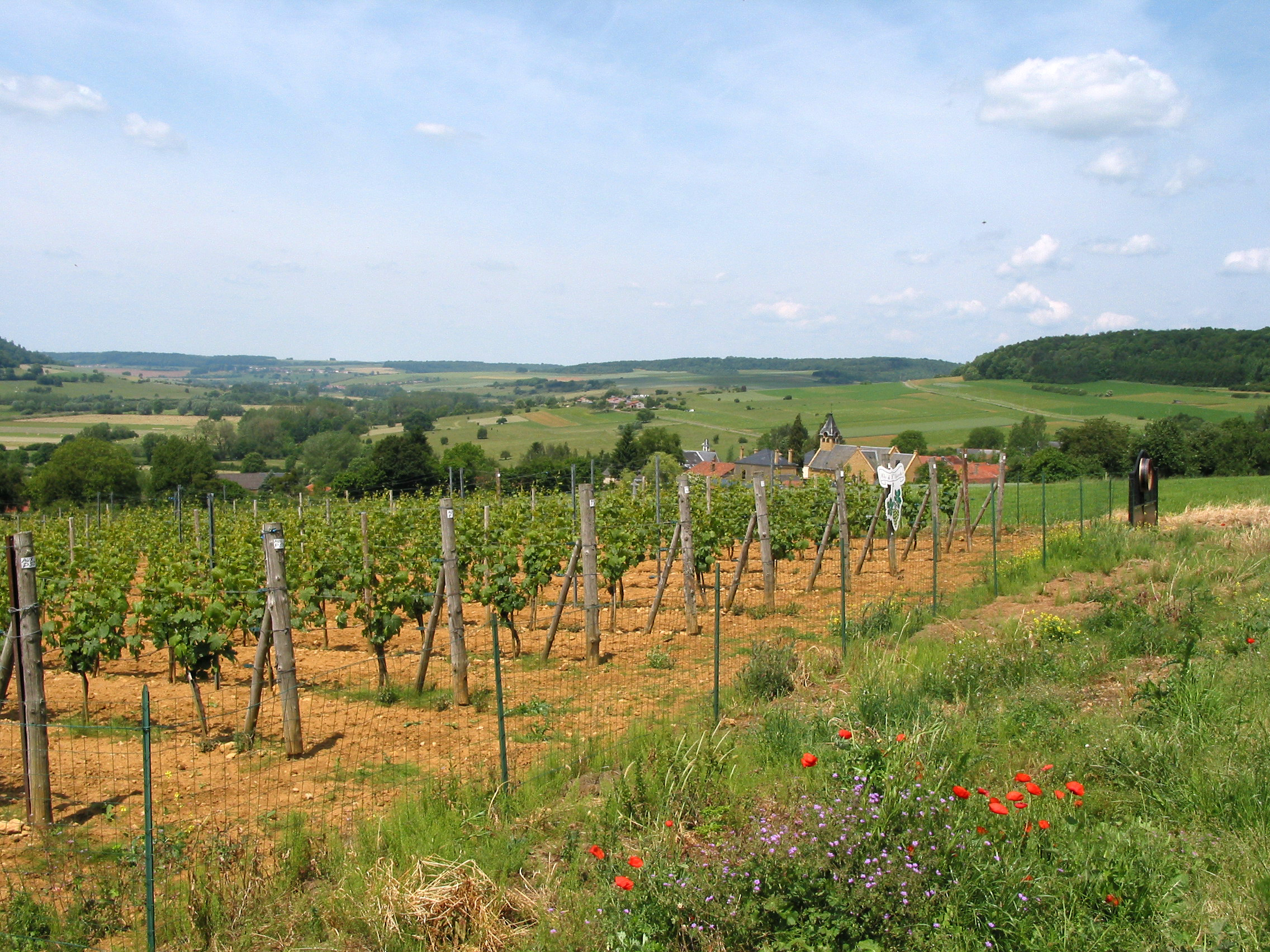
Szőlőhegy Torgny település közelében

A belga bortermelés, bár az ország számos részén elterjedt, az éghajlati adottságok miatt meglehetősen szerény. A 18. század során, a kis jégkorszak alatt szinte teljesen eltűntek Belgium területéről a római hódítás során betelepített szőlők, és csak a 19. század végén, a 20. század elején sikerült ismét betelepíteni a szőlőt. A belga bortermelés igen szerény mértékű, 2004-ben összesen 1400 hektoliter volt, bár az 1970-es évektől ismét reneszánszát éli a borászat Belgiumban.
A bortermelés mind Vallónia, mind északabbra Flandria területén megtalálható. Mivel az ország egyik hivatalos nyelve a francia nyelv, ezért a belga bortermelésben általában a francia szakkifejezéseket vették át. Belgiumban öt hivatalosan elismert eredetvédett származás (Appellation d'origine contrôlée) (AOC) létezik, ebből négy Flandriában és egy Vallóniában, valamint két tájbor régiót (Vin de pays) ismernek. A Leuven városához közeli Hageland volt az első AOC térség, amelyet 1997-ben hoztak létre, és amit 2000-ben követett a második AOC Haspengouw, amely Limburg tartományban, a holland határhoz közel található és otthona Belgium leghíresebb "château"-jának, a Wijnkasteel Genoels-Elderen pincészetnek. Az első vallon AOC a Côtes de Sambre et Meuse volt, amelyet 2004-ben hoztak létre és amely a Sambre és a Meuse folyók között helyezkedik el, Liège közelében.

## Fordítás
Ez a szócikk részben vagy egészben  a   Belgian cuisine című angol Wikipédia-szócikk ezen változatának fordításán alapul.  Az eredeti cikk szerkesztőit annak laptörténete sorolja fel. Ez a jelzés csupán a megfogalmazás eredetét és a szerzői jogokat jelzi, nem szolgál a cikkben szereplő információk forrásmegjelöléseként.